# Малышево (Весьегонский район)
Малышево — деревня в Весьегонском муниципальном округе Тверской области.

## География
Деревня находится в северо-восточной части Тверской области на расстоянии приблизительно 17 км на юго-запад по прямой от районного центра города Весьегонск.

## История
Известна с 1859 года. Дворов было учтено 20 (1859 год), 27 (1889), 41 (1931), 27 (1963), 14 (1993), 7 (2008),. До 2019 года входила в состав Ивановского сельского поселения до упразднения последнего.

## Население
Численность населения: 114 человек (1859 год), 147 (1889), 89 (1931), 20 (1993), 18 (русские 100 %) в 2002 году, 8 в 2010.